# Ven aquí (canción de Los Bunkers)
«Ven aquí» es una canción de la banda chilena Los Bunkers compuesta por los hermanos Durán. Es la primera del disco Vida de perros y primer sencillo del álbum. Es una de las canciones más populares de la banda.

## Video musical
El video fue dirigido por Beto Medina. El video muestra a la banda interpretando el tema en vivo en los shows del Teatro Caupolicán (Santiago), y en el Anfiteatro de San Pedro de la Paz (Gran Concepción). Las imágenes del concierto en el Caupolicán corresponde a las registradas en el DVD en concierto.

## Recepción

### Posicionamiento en listas
| Lista                       | Posición |
| --------------------------- | -------- |
| Chile (Chile Singles Chart) | 15       |

## Personal
- Álvaro López - Voz solista
- Francisco Durán - Guitarra eléctrica
- Mauricio Durán - Guitarra eléctrica
- Gonzalo López - Bajo eléctrico
- Mauricio Basualto - Batería